# Furacão Nate (2017)
Furacão Nate foi o desastre natural mais caro da história da Costa Rica. Um ciclone tropical incomumente rápido, causou destruição e vítimas generalizadas na América Central durante o início de outubro de 2017, antes de chegar à Costa do Golfo dos Estados Unidos. A décima quarta tempestade nomeada e o nono furacão da hiperativa Temporada de Furacões no Atlântico de 2017, o Furacão Nate originou-se de uma ampla área de baixa pressão sobre o sudoeste do Caribe em 3 de outubro. A perturbação mudou-se para o noroeste, organizando-se numa depressão tropical no dia seguinte e atingindo a intensidade de tempestade tropical no início de 5 de outubro. Depois disso, a tempestade deslocou-se para a costa da Nicarágua. Pouca mudança na sua força ocorreu quando o sistema continuou indo para Honduras, e o Furacão Nate começou a firmar a sua intensificação sobre as águas quentes do noroeste do Mar do Caribe logo depois. Atingiu a força de furacão enquanto deslocava-se pelo Canal de Iucatã no início de 7 de outubro, alcançando rajadas de ventos de 90 mph (150 km/h) no centro do Golfo do México no mesmo dia. Logo no dia seguinte, o Furacão Nate atingiu o solo perto da foz do Rio Mississippi, em Luisiana. Depois de atravessar o pântano do Delta do Rio Mississippi, atingiu o solo pela segunda vez nos Estados Unidos perto de Biloxi, Mississippi no início de 8 de outubro, causando uma maré de tempestade que inundou o chão de cassinos costeiros e edifícios, bem como causando correntes de retorno, ventos de força de furacão e erosão costeira.
Movendo-se para o noroeste a 29 mph (47 km/h), o Furacão Nate foi o ciclone tropical mais rápido já registrado no Golfo do México. Foi também o quarto Furacão no Atlântico de 2017 a ter atingido o solo nos Estados Unidos ou um dos seus territórios; tal quarteto não ocorria desde 2005. Além disso, o Furacão Nate foi o primeiro ciclone tropical a atingir o solo no estado do Mississippi desde o Furacão Katrina.
Um total de 48 mortes foram atribuídas ao Furacão Nate: 16 mortes foram contabilizadas na Nicarágua, 14 na Costa Rica, 5 na Guatemala, 7 no Panamá, 3 em Honduras, 1 em El Salvador e 2 nos Estados Unidos.